# إيثل بيلامي
إيثل فرانسيس بوتويل بيلامي (بالإنجليزية: Ethel Bellamy)‏ (7 نوفمبر 1881- 7 ديسمبر 1960) حاسبة فلكية وعالمة زلازل إنجليزية. ساعدت في تصنيف مواقع أكثر من مليون نجم.

## سيرة شخصية
ولدت بيلامي في السابع عشر من نوفمبر عام 1881 في أوكسفورد والدها مونتاغ إدوارد جيمس بوتويل بيلامي (1850- 1908) وأمها ماري بيلامي. كان عمها فرانك أرثر بيلامي كبير المساعدين في مرصد رادكليف في جامعة أوكسفورد، في عام 1899 وفي عمر السابعة عشر عملت إيثل لصالح عمها في دوام جزئي من المنزل بمثابة مساعدة، إذ قامت بالحسابات لصالح مساهمات أوكسفورد في مشاريع خريطة السماء والفهرس الفلكي تحت إدارة البروفيسور السافيلي لعلم الفلك هنري هول تيرنر. في عام 1912 عيّنها تيرنر بمثابة مساعدة ثانية بدوام كامل بأجر وقدره 50 جنيه إسترليني في السنة. كان المنصب الذي حصلت عليه يشغله عمها فيردريك بيلامي والذي توفي في سن مبكرة قبل ولادتها.
قرر تيرنر -بعد الانتهاء من دوره في الفهرس الفلكي في أوكسفورد- مساعدة مرصد الفاتيكان والذي كان يواجه صعوبات في الحسابات. أجرت بيلامي من 1911 حتى 1928 التخفيضات على القياسات وأعدت النتائج للنشر، كانت تحليلات قبة الفاتيكان كلها بين يديها. قلّدها الفاتيكان ميدالية فضية عام 1928 اعترافًا بجهودها، على الرغم أن عملها لم يكن مدفوعًا. بحلول عام 1928 صنفت إيثل وعمها مواقع أكثر من مليون نجم.
في عام 1918 أصبحت بيلامي مساعدة رصد الزلازل في المرصد. شغلت أجهزة قياس الزلازل، وأدارت المراسلات مع ما يصل إلى 600 محطة لقياس الزلازل، وجمعت البيانات المراد تحليلها. بعد تيرنر، أو من عام 1923، قام مساعد جديد يدعى جوزيف هيوز بحساب مراكز الزلازل، أعدت بيلامي النتائج للنشر في الفهرس الدولي للزلازل. علاوة على ذلك، حسبت مراكز الزلزال بنفسها لستة إصدارات للفهرس الدولي للزلازل خلال الحرب العالمية الثانية بينما كان هيوز يخدم في القوات المسلحة. في هذا المنصب عملت بيلامي في كوخ غير دافئ حتى عام 1927 ما تسبب بمرضها بالإضافة إلى حالتها الصحية السيئة عمومًا. في عام 1930، سنة وفاة تيرنر، أصبحت بيلامي محررة الفهرس الدولي للزلازل. في مذكراته، ذكر تيرنر أنها أنتجت طوعًا فهرسًا لمراكز الزلزال للفترة الممتدة بين 1925-1935 وخريطة للعالم توضح مواقعها. بين عامي 1913 و1939 نشرت تسع ورقات بحثية، منها ورقتان بالاشتراك مع عمها. توفي عمها في عام 1936 وعلى الرغم من شراكتهما الطويلة، ترك عمها مجموعة قيمة لجامعة كامبريدج ومن المدهش أنه لم يترك أي أموال. ساعدت موارد إثيل المالية عندما رفضت جامعة كامبريدج وصية عمها حتى يتمكنوا من بيع مجموعته.
كانت إيثل عضوًا في الرابطة الفلكية البريطانية وانتُخبت زميلة للجمعية الملكية الفلكية عام 1926. وعلاوة على ذلك منحتها جامعة أوكسفورد الماجستير الفخري في الفنون الجميلة. تقاعدت في يوليو عام 1947 وانتقلت للعيش في أوبوي دورسيت وماتت في ويماوث في السابع من ديسمبر عام 1960.